# HD136933
HD136933 — хімічно пекулярна зоря спектрального класу A0, що має видиму зоряну величину в смузі V приблизно  5,4.
Вона  розташована на відстані близько 384,6 світлових років від Сонця.

## Пекулярний хімічний склад
Зоряна атмосфера HD136933 має підвищений вміст 
Si
.

## Магнітне поле
Спектр даної зорі вказує на наявність магнітного поля у її зоряній атмосфері.
Напруженість повздовжної компоненти поля оціненої з аналізу
крил ліній Бальмера
становить  932,2± 433,5 Гаус.